# Jens Andresen

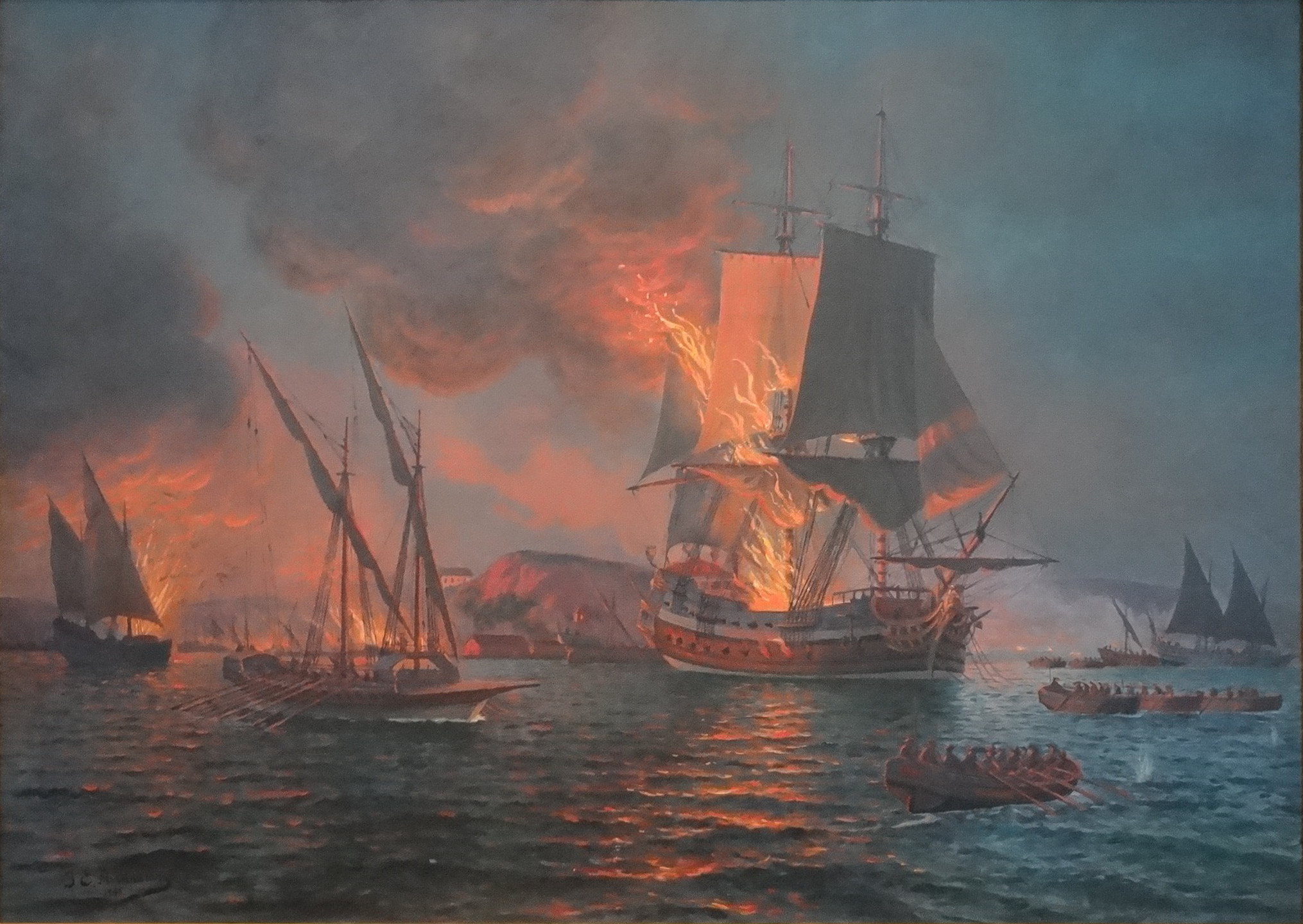
Gatenhielms kaparfregatt Le Comte de Mörner brinner på Göta älv, sedan amiral Tordenskjold överraskande anfallit flottbasen Nya Varvet på natten till 27 september 1719. Målning av Jens Andresen i Sjöfartsmuseet Akvariet, Göteborg

Jens Christian Andresen, född 11 oktober 1865 i Bogense, död 13 juli 1949 i Göteborg, var en dansk-svensk målare och dekorationsmålare.

## Biografi
Andresen studerade konst och dekorationsmåleri vid Teknisk Skole i Köpenhamn och var elev hos teatermålaren Carl Christian Lund. Han var från 1899 verksam i Göteborg där han under åren 1899-1927 utförde dekorationsarbeten på Lorensbergsteatern, Nya Teatern och Folkteatern. Hans stafflikonst består av marinmotiv, ofta med fullriggare i hög sjö utförda i olja, tempera eller akvarell. Andresen finns representerad vid Sjöfartsmuseet Akvariet i Göteborg.
Han är morfar till konstnären Monica Smetana.

## Teater

### Scenografi (ej komplett)
| År   | Produktion                              | Upphovsmän                                              | Regi          | Teater                  |
| ---- | --------------------------------------- | ------------------------------------------------------- | ------------- | ----------------------- |
| 1922 | Royal Suédois                           | Ejnar Smith                                             | Olof Hillberg | Olof Hillbergs sällskap |
| 1922 | Kungens dansös Die Ballerina des Königs | Leo Stein och Rudolf Presber Översättning Olof Hillberg | Olof Hillberg | Olof Hillbergs sällskap |